# Dermatofluoroskopie
Die Dermatofluoroskopie ist eine Methode zur Unterstützung der (Früh-)Diagnose von schwarzem Hautkrebs (malignes Melanom). Dabei wird das Melanin im Hautgewebe von verdächtigen Hautstellen (Läsion) untersucht und es werden so wichtige Informationen aus oberen Hautschichten geliefert. Das zugrundeliegende Verfahren verwendet einen Ansatz, der eine spezifische Anregung der Melaninfluoreszenz in der Haut ermöglicht. Diese extrem schwache Fluoreszenz wird dadurch erstmals messbar, weil sie nicht mehr überstrahlt wird von der Fluoreszenz der übrigen, intensiven endogenen Fluorophore der Haut. Die Melaninfluoreszenz aus Melanozyten, Naevuszellen und Melanomzellen weist charakteristische spektrale Unterschiede auf. Die resultierende Fluoreszenz wird dadurch sichtbar und nicht überstrahlt von der Autofluoreszenz der übrigen, endogenen Fluorophore in den Zellen. Die Transformation vom benignen Naevus zum malignen Melanom zeigt sich als charakteristische Rotverschiebung im Fluoreszenzspektrum. Diese spektrale Verschiebung ist der „universelle Fingerabdruck“ sowohl von naevusbasierten Melanomen als auch von De-novo-Melanomen. Die objektive Methode unterscheidet sich grundsätzlich von anderen Melanom-Diagnostikmethoden, die beispielsweise auf optisch unterstützter Bilderkennung bzw. der Erkennung einer veränderten Morphologie des verdächtigen Hautgewebes basieren. Das Verfahren wurde 2008 patentiert.

## Melaninfluoreszenz
Das Melanom geht von den pigmentbildenden Zellen der Haut oder Schleimhaut, den so genannten Melanozyten, aus. Dort wird das Melanin gebildet, der komplexe Farbstoff, der für die braune Färbung der Haut und den UV-Schutz verantwortlich ist. Wenn Farbstoffen Energie zugeführt wird, gehen sie vom Grundzustand in einen angeregten Zustand über. Hier verweilen sie kurz, bevor sie wieder in den Grundzustand zurückkehren. Dabei strahlen die Farbstoffe eine charakteristische Fluoreszenz aus. Melanin wandelt im Gegensatz zu anderen Molekülen die zugefügte Energie fast vollständig in Wärme um; nur etwa ein zehntausendstel der Energie steht für die Fluoreszenz zur Verfügung. Unter konventionellen Messbedingungen wird diese Melaninfluoreszenz vollständig überstrahlt von der sogenannten Autofluoreszenz der Haut, die von deren deutlich stärker fluoreszierenden organischen Stoffen (z. B. NADH, Flavin) ausgeht. Gelingt es, die Fluoreszenz von Melanin zu messen, kann ermittelt werden, um welche Zellen es sich handelt (Melanozyten, Naevuszellen oder Melanomzellen), ohne dass die verdächtige Hautstelle herausgeschnitten werden muss.

## Stufenweise 2-Photonen-Anregung

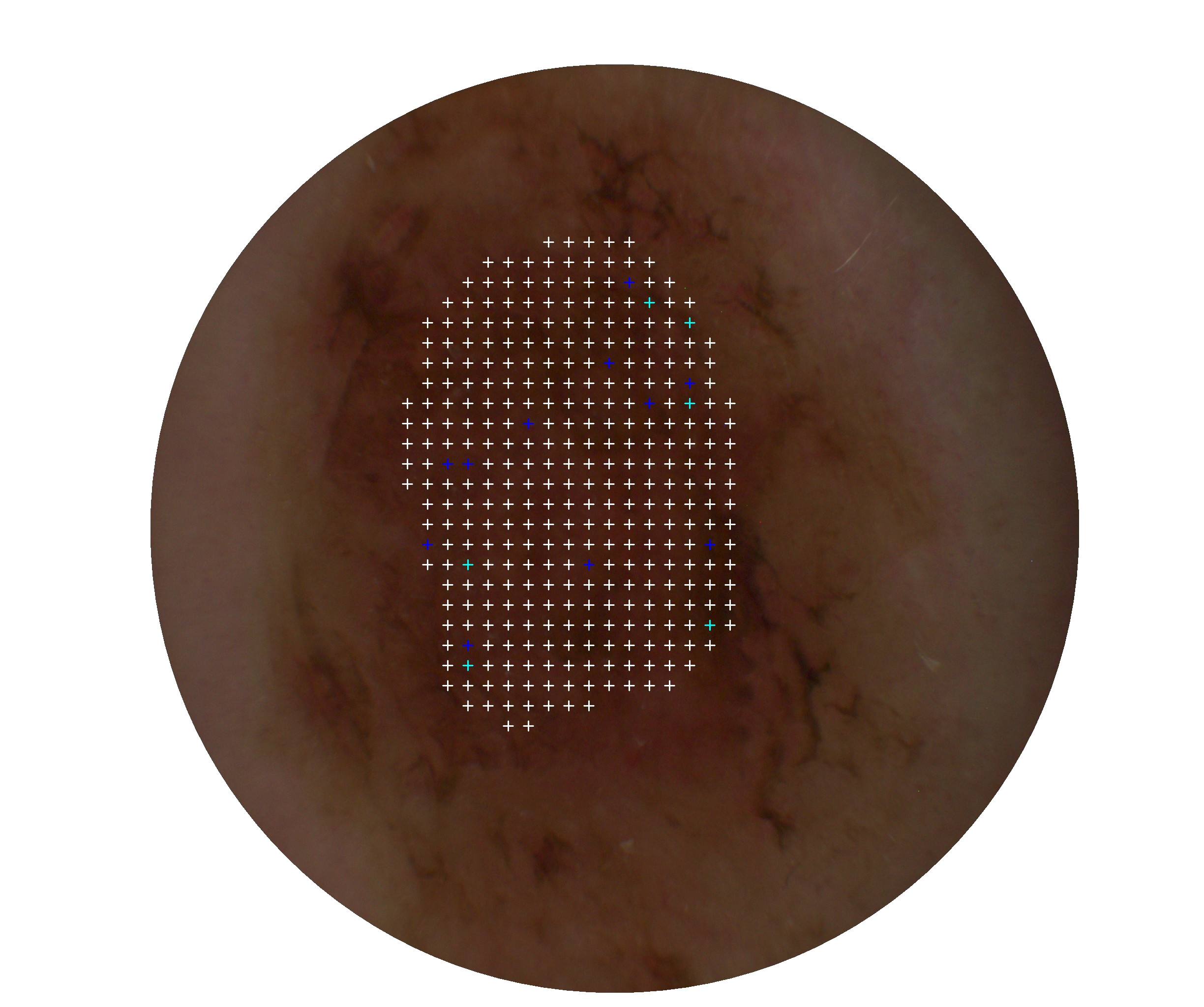
Scanraster zur Analyse der Melaninfluoreszenz

Mit Hilfe der stufenweisen Zweiphotonen-Absorption gelingt es, Melanin selektiv anzuregen und seine Fluoreszenz sichtbar zu machen. Hierfür werden Nanosekunden-Laserimpulse der Wellenlänge 800 nm in der Epidermis fokussiert und die resultierende Melaninfluoreszenz wird im Bereich von ca. 430 bis 680 nm detektiert. Unter Verwendung dieser Anregungstechnik wird die Läsion Punkt für Punkt mit einer Schrittweite von 200 µm abgetastet. Entartungen können in der Dermatofluoroskopie als Rotverschiebung im Spektrum der Melaninfluoreszenz visualisiert werden. Eine automatisierte Datenanalyse wertet das Ausmaß der spektralen Verschiebung, die Häufigkeit und die räumliche Verteilung aus und ermittelt einen Score, der entweder eine Entfernung (Exzision) der untersuchten Läsion oder eine Verlaufskontrolle nahelegt beziehungsweise die Läsion als unverdächtig einstuft.
Die Dermatofluoroskopie kann außer am Patienten auch am histologischen Präparat angewendet werden.

## Zulassung und medizinischer Einsatz
Die Methode der Dermatofluoroskopie findet Einsatz im Dermatofluoroskop DermaFC. Das Medizinprodukt der Klasse 2a ist seit 2017 CE-zertifiziert und für den Einsatz als Diagnoseunterstützung bei Dermatologen zugelassen. Die klinische Bewertung des DermaFC erfolgte im Rahmen einer dreijährigen, multizentrischen klinischen Prüfung an der Universitätsklinik Tübingen, an der Universitätsklinik Heidelberg und an der Charité Berlin. Diese Prüfung wurde im Juli 2017 erfolgreich abgeschlossen.